# Legnago
Legnago är en ort och kommun i provinsen Verona i regionen Veneto i Italien. Kommunen hade 25 380 invånare (2018).